# كالوري (ولاية بارانا)
كالوري بلدية في ولاية بارانا في المنطقة الجنوبية من البرازيل.   